# Партия бедняков Онтарио
Партия бедняков Онтарио (англ. Pauper Party of Ontario) — либертарианско-популистская политическая партия в канадской провинции Онтарио, основанная на принципах социального кредита и зарегистрированная в 2011 году. Возглавляется «вечным кандидатом» Джоном Турмелом.

## История
Турмел основал партию в 2011 году, решив участвовать в выборах в провинции Онтарио в том году под лозунгом «Мы не хотим, чтобы полицейские играли в азартные игры, занимались сексом, наркотиками или рок-н-роллом, мы не хотим ростовщичества по кредитам, платите наличными или в срок, не получайте пособие». Во время предвыборной кампании Турмел охарактеризовал политику партии как «социально-кредитную либертарианскую» Экономическая политика Турмеля была сосредоточена на том, что он называл «аргентинским решением», основанным на политике администрации Фернандо де ла Руа в Аргентине, которая включала в себя выпуск государственных облигаций для гражданских служащих
На выборах 2011 года Турмел баллотировался в избирательном округе Брант, а другой кандидат от партии Майкл Споттисвуд получил 54 голоса в Северном центре Лондона.
После голосования 2011 года Турмел участвовал в дополнительных выборах в Китченере-Ватерлоо в 2012 году, Оттаве Саут в 2013 году и Торнхилле в 2014 году.
На провинциальных выборах 2014 года Турмел снова баллотировался в Бранте, получив 60 голосов. Споттисвуд вновь добивался избрания в Северном центре Лондона и получил 70 голосов. Другой кандидат от партии, Майкл Фо, получил 52 голоса в округе Питерборо.
После выборов 2014 года Турмел вновь участвовал в трёх дополнительных выборах в провинции, включая выборы в Симко Норт и Садбери в 2015 году, а также в Оттава-Ванье в 2016 году.
На дополнительных выборах в Симко Норт и Оттава-Ванье Турмел был удалён местными властями с дебатов всех кандидатов после того, как захватил трибуну и нарушил ход дискуссии.
Платформа партии предусматривает легализацию азартных игр, легализацию марихуаны и введение денежной реформы и бартерного обмена в форме Торговой системы местного обмена.
Партия не получила ни одного места на всеобщих выборах в Онтарио в 2022 году.

## Результаты выборов
| Год выборов | Количество голосов | % от общего итога | Количество кандидатов | Количество выигранных мест | +/−          | Правительство |
| ----------- | ------------------ | ----------------- | --------------------- | -------------------------- | ------------ | ------------- |
| 2018        | 111                | 0                 | 2                     | 0 из 124                   | 0            | —             |
| 2014        | 194                | 0                 | 3                     | 0 из 107                   | 0            | —             |
| 2011        | 140                | 0                 | 2                     | 0 из 107                   | Новая партия | —             |